# Dionigi Corsi
Dionigi Corsi (Milano, 30 giugno 1893 – Cagliari, 1969) è stato un calciatore italiano, di ruolo attaccante.

## Carriera

### Giocatore
Militò nell'Hellas Verona per due stagioni consecutive, disputando complessivamente 42 partite in massima serie, con anche 33 gol segnati. Nel 1916 gioca la Coppa Regionale Lombarda con il Milan, squadra con cui gioca in massima serie dal 1920 al 1922, con un totale di 12 presenze e 4 gol. In seguito ha giocato anche con la maglia del Padova.